# Sverri Egholm
Sverri Egholm, född 31 augusti 1930 i Leynar, död 24 januari 2001 i Tórshavn, var en färöisk skådespelare.

## Filmografi
- 1999 – Bye Bye Bluebird
- 1995 – Manden der fik lov at gå